# Rhaphuma baibarae
Rhaphuma baibarae là một loài bọ cánh cứng trong họ Cerambycidae.